# Szilágyi Mihály (horogszegi)
id. Szilágyi Mihály (1370 körül – 1423. december 15 után), bernolchi Szilágyi Miklós fia, horogszegi Szilágyi László bácsi ispán és Szilágyi Gergely szarvaskői várnagy testvére. Nem a híres Szilágyi Mihály kormányzó, hanem ennek nagybátya. Az oklevelekben kevésbé a "horogszegi", mint inkább a "baxai és vérvölgyi" előneveket viseli saját birtokai után.

## Életrajz
A baxai és vérvölgyi id. Szilágyi Mihály talán első okleveles említésé 1393.10.03-ra esik, az erdélyi (Magyar)Sárd falú említésével, ahol ekkor csak "öt fundus curie" van és egykor Sclavus Péter, Zylag-i Mihály, Miklós fia Mihály, Illés és magnus Miklós laktak ott, de ennél közelebb nem tudunk jutni az oklevél által személyéhez. Annyi bizonyos, hogy nevét az 1405.05.01-i oklevél jegyzi, amikor a bácsi káptalan előtt Zylagh-i László mester, Bács megye főispánja osztályos atyafiaivá fogadja testvéreit, Loránd fia Miklós fiait: Gergelyt, Mihályt, Albertet, Domokost, Sebestyént és unokatestvérét: László fia másik Gergelyt, Chobor (dictus) Jánosnak a bodrogmegyei Choburzenthmihali, Janussy és Halmos birtokokban levő részeibe, amelyeket ő a királytól szolgálataiért jutalmul kapott. Minden bizonnyal Mihály is részt vesz a Zsigmond pártján, testvéreivel egyetemben, az 1403-as országban dúló belviszályok leverésében, Ludányi Tamás várainak megvívásában.
1406.01.03-án, Zsigmond király utasítja is a bácsi káptalant, hogy iktassa be a Bernoltiakat és Szentkirályi Gergelyt a Bodrog megyei Szentmihály, Jánosi és Halmos birtokokba. Ebben az oklevélben Miklós fia Gergely/György, Mihálynak is testvére, már mint nemes kerül megemlítésre, igy: "Nobis Gregorius filius Nicolai de Bernolch", utalva mindezzel arra, hogy a család már az ország nemességéhez tartozik ekkor, valamint a többi fiú is felsorolásra kerül, igy: "Michaelis, Alberti, Dominici et Sebastiani, filiorum dicti Nicolai de eadem Bernolch", mint Bernoltiak és a szentkirályi ágból "Gregorii filii Ladislai de Zenthkyrall in personis..."
1407. december 9-én Id. Mihály jelen van, amikor Zsigmondtól, megkapják Garázda Miklóssal a dobokamegyei Balázsfalva és a fehérmegyei Szentimre birtokokat. A Szilágyiak közül jelen vannak: "...nec non patri (bernolchi Miklós), ac vtriusque Gregorio (mindkét Gergely), Michael, et Dominico, fratribus praefati Ladislai'', "quasdam possessiones nostras Balasfalua in Doboka, nec non Zenthimrech vocatas in Albensi, partiui nostrarum Transiluanarum Comitatibus."
id. Szilágyi Mihály szerepel az 1408.12.29. és 1409.01.11. kelt oklevelekben is, melyben egyes Heves és Nógrád megyei családi birtokaikért cserébe, nevezetesen "Zwch, Fayzath, Rede et Echied in Heweswywaro, Ac Cethe vocatarum In Newgradiensi" új adományban kapják Zsigmondtól, Horogszeg birtokot és tartozékait.
1420. május 1-én a leleszi prépost és a konvent bizonyítja, hogy Imbregh-i László fia: András és Domokos fia: Dénes, akiknek a királyi különös jelenlét bírói, eskütételi és halasztólevele értelmében az időközben elhunyt Ceke-i László fiával: Györggyel együtt ötvened magukkal kellett esküt tenniük, letették az esküt Losonch-i néhai László bán fia: Dénes, Zalanch-i várnagyának: Chanadi (dictus) Miklósnak és a várnagy familiárisainak ellenük és jobbágyaik ellen elkövetett hatalmaskodásáról. Szilágyi Mihállyal itt találkozunk újra az itt felsorolt esküt társak névsorában, igy: mint Baxa-i Zylagy Mihály. Személyében nem is kételkedhetünk, hiszen kicsivel korábban 1413.10.14.-én testvére horogszegi Szilágyi László, mint Losonch-i László bán fia: Dénes (magn.) familiárisa, fegyveresen Cheke birtokra tört és (Szalacs-i) Zalanch-i Lászlóval és Jánossal, megölte a Cheke-i Györgyöt (nob.), a kit a lengyel király in quibusdam legationibus ipsius domini regis Polonye, Zsigmondhoz küldött. Pár évvel később, 1423.12.15.-én, Sard-i András kolozsi alispán és a szolgabírák emlékezetül adják, hogy Thuson-i Bolgár (dictus) Miklós fiai: János és István minden perükben ügyvédül vallották Michaelem dictum Zylagy- t és társait.
1424.november.11.-én már két fiával Demeterrel és Antallal találkozhatunk az oklevelekben, amikor Kallo-i Lewkes fia: Miklós meg fiai: János és Lőrinc panaszt tettek és tiltakoztak az ellen, hogy Bathor-i Szaniszló fia: István megbízásából familiárisai: Zylagh-i Demeter és Antal, valamint jobbágyai..., Waya, Janosy és Baktha birtokok (Szabolcs) között hatalmaskodást követtek el. Ezt hallván Bathor-i nevében ügyvédje: Keerch-i Rophayon, a váradi káptalan levelével kijelentette, hogy mindez tudta nélkül történt. A familiárisok közül azonban ketten nemesek "nobiles possessionati fore existunt", ezért az ö részükről nem áll módjában igazságot szolgáltatni, azonban Bathori-nak bizonyítania kell, hogy familiárisai, akiket birtokos nemesnek mondott, valóban azok, ha pedig ezt nem tenné meg, akkor ezek részéről ugyanúgy, mint jobbágyai részéről köteles igazságot szolgáltatni. Szilágyi Mihály fiairól egy további érdekes adatot tartogatnak az oklevelek, melyből azt olvashatjuk, hogy 1439.02.25.-én a szekszárdi convent előtt Szilágyi Demeter, testvérei Antal és Barbara nevében is, bátmonostori Töttös Lászlót nyugtatja, László anyja Apollonia, néhai vérvölgyi Szilágyi Mihályné, a Szilágyi gyermekek mostoha anyja értékei tárgyában.
A kihaltnak vélt horogszegi Szilágyi család, bernolchi Miklósnak fia vérvölgyi Szilágyi Mihálynak ágán, tovább élt és megalapítója lett a későbbi borosjenői és székelykocsárdi Szilágyi családnak, mely család Borosjenő várának kapitányságát vitte Szilágyi András személyében, majd ennek unokája másik Szilágyi András, Aranyosszék királybírója volt több évtizeden át. Ez utóbbi András a székelykocsárdi ág alapítója, emeltette Székelykocsárdon a mára már megsemmisült büszke várkastélyt, mely a családnak utolsó fészke volt.